# Arthur Boucher
Pour les articles homonymes, voir Boucher.

a Compétitions nationales et continentales officielles uniquement.

b Matchs officiels uniquement.
Arthur William Boucher,  né le 29 juin 1870 à Gobowen et mort le 25 avril 1948 à Dinas Powys, est un joueur de rugby à XV gallois. Il évolue au poste d'avant pour le pays de Galles et le club de Newport ; Arthur Boucher dispute treize matches avec l'équipe du pays de Galles. Il participe au premier tournoi britannique remporté par le pays de Galles en obtenant une Triple Couronne.
Boucher est un joueur polyvalent, qui s'il est sélectionné seulement comme avant, joue parfois en club au poste de centre. Il est fort, rapide et bien positionné sur les actions. Il est adroit au pied et marque des drops même en jouant devant. Il est polyvalent à une époque où les spécialisations par poste sont moindres. Boucher est retenu à plusieurs reprises par le club sur invitation des Barbarians et il devient leur secrétaire entre 1894 et 1899.

## Biographie
Arthur Boucher naît à Gobowen en Angleterre et déménage au pays de Galles très jeune. Il rejoint le Newport RFC lors de la saison 1889-1890 pour dix saisons dont trois comme capitaine. Il dispute la saison 1891-1892, au cours de laquelle le club ne concède aucune défaite, elle est donc connue comme la saison du club « invincible ». En cours de saison, il honore sa première cape internationale dans le tournoi britannique en 1892, intégrant le pack d'avants avec d'autres novices, Frank Mills de Swansea RFC et Wallace Watts, un coéquipier en club. Si Watts et Boucher sont des joueurs de Newport, l'équipe du capitaine Arthur Gould, la carrière internationale des trois novices est assez liée ; Boucher dispute onze matches avec Mills et dix avec Watts. Le tournoi s'avère difficile pour les Gallois avec trois défaites, une triste première pour cette nation. Et les défaites sont nettes : 17 à 0 (quatre essais à rien) contre l'Angleterre, 7 à 2 (deux essais à un) contre l'Écosse et 9 à 0 (trois essais à rien) contre l'Irlande.
Le tournoi britannique 1993 est en contraste saisissant avec l'édition précédente puisque les joueurs du XV du Chardon remportent pour la première fois le championnat, tout en réussissant également la Triple Couronne. Sous le capitanat d'Arthur Gould, Arthur Boucher dispute les trois rencontres. En 1897 Arthur Boucher compte treize sélections, ayant manqué deux rencontres en raison de blessures. Lors du dernier match de sa carrière internationale contre l'Angleterre, Boucher inscrit son premier essai international ; à cause de l'affaire Arthur Gould, il n'a plus d'occasion de jouer avec le pays de Galles.

## Statistiques

### En club
Arthur Boucher dispute dix saisons avec le Newport RFC au cours desquelles il joue 234 rencontres sur 285 possibles et marque 48 essais, 86 transformations, 7 drops et 7 pénalités soit 359 points. Il est capable de jouer avec les avants comme en tant que centre dans les lignes arrières à une époque où les spécialisations par poste sont moins marquées.
| Saison    | Matches | Points | Essais | Transf. | Drops | Pénal. |
| --------- | ------- | ------ | ------ | ------- | ----- | ------ |
| 1889-1890 | 27      | 3      | 2      | -       | -     | -      |
| 1890-1891 | 27      | 6      | 3      | -       | -     | -      |
| 1891-1892 | 25      | 12     | 4      | -       | -     | -      |
| 1892-1893 | 27      | 3      | 1      | -       | -     | -      |
| 1893-1894 | 30      | 20     | 6      | 1       | -     | -      |
| 1894-1895 | 20      | 45     | 12     | 1       | 1     | 1      |
| 1895-1896 | 24      | 86     | 4      | 37      | -     | -      |
| 1896-1897 | 25      | 87     | 6      | 29      | 2     | 1      |
| 1897-1898 | 13      | 52     | 5      | 12      | 1     | 3      |
| 1898-1899 | 17      | 45     | 5      | 6       | 3     | 2      |
| Total     | 235     | 359    | 48     | 86      | 7     | 7      |

### En équipe nationale
Arthur Boucher dispute treize matches avec l'équipe du pays de Galles. Il participe au premier tournoi britannique remporté par le pays de Galles en obtenant une Triple Couronne en 1893.
| Année | Compétition         | Matches | Points | Essais |
| ----- | ------------------- | ------- | ------ | ------ |
| 1892  | Tournoi britannique | 3       | -      | -      |
| 1893  | Tournoi britannique | 3       | -      | -      |
| 1894  | Tournoi britannique | 1       | -      | -      |
| 1895  | Tournoi britannique | 3       | -      | -      |
| 1896  | Tournoi britannique | 2       | -      | -      |
| 1897  | Tournoi britannique | 1       | 3      | 1      |
| Total | Total               | 13      | 3      | 1      |